# ماريانو دياز (دراج)
ماريانو دياز (بالإسبانية: Mariano Díaz)‏ ولد بتاريخ 17 سبتمبر 1939 في فيلاريخو دي سالفانيس، إسبانيا، وتوفي في 05 أبريل 2014 في مدريد، كان دراج إسباني في صنف سباق الدراجات على الطريق. سبق أن شارك في دورة الألعاب الأولمبية الصيفية.

## سجل النتائج

### سباقات أو مراحل فاز بها
- طواف فرنسا
- طواف إسبانيا
- طواف سويسرا

## وصلات خارجية
- الموقع الرسمي

## روابط خارجية
- ماريانو دياز على موقع أرشيف الدراجات (الإنجليزية)
- ماريانو دياز على موقع إحصائيات الدراجات الإحترافية (الإنجليزية)
- ماريانو دياز على موقع أوليمبيديا (الإنجليزية)